# Albertpark
Albertpark – stadion piłkarski, położony w mieście Ostenda, Belgia. Swoje mecze na tym obiekcie rozgrywa zespół KV Oostende. Jego pojemność wynosi 8 125 miejsc (w tym 5 135 miejsc siedzących).